# Josep Rios Chinesta
Manel Josep Rios Chinesta (Carcaixent, 8 de juliol de 1855 - 30 de novembre de 1935), més conegut com a Josep Rios Chinesta, va ser un mestre d'obra valencià, actiu especialment a Carcaixent.

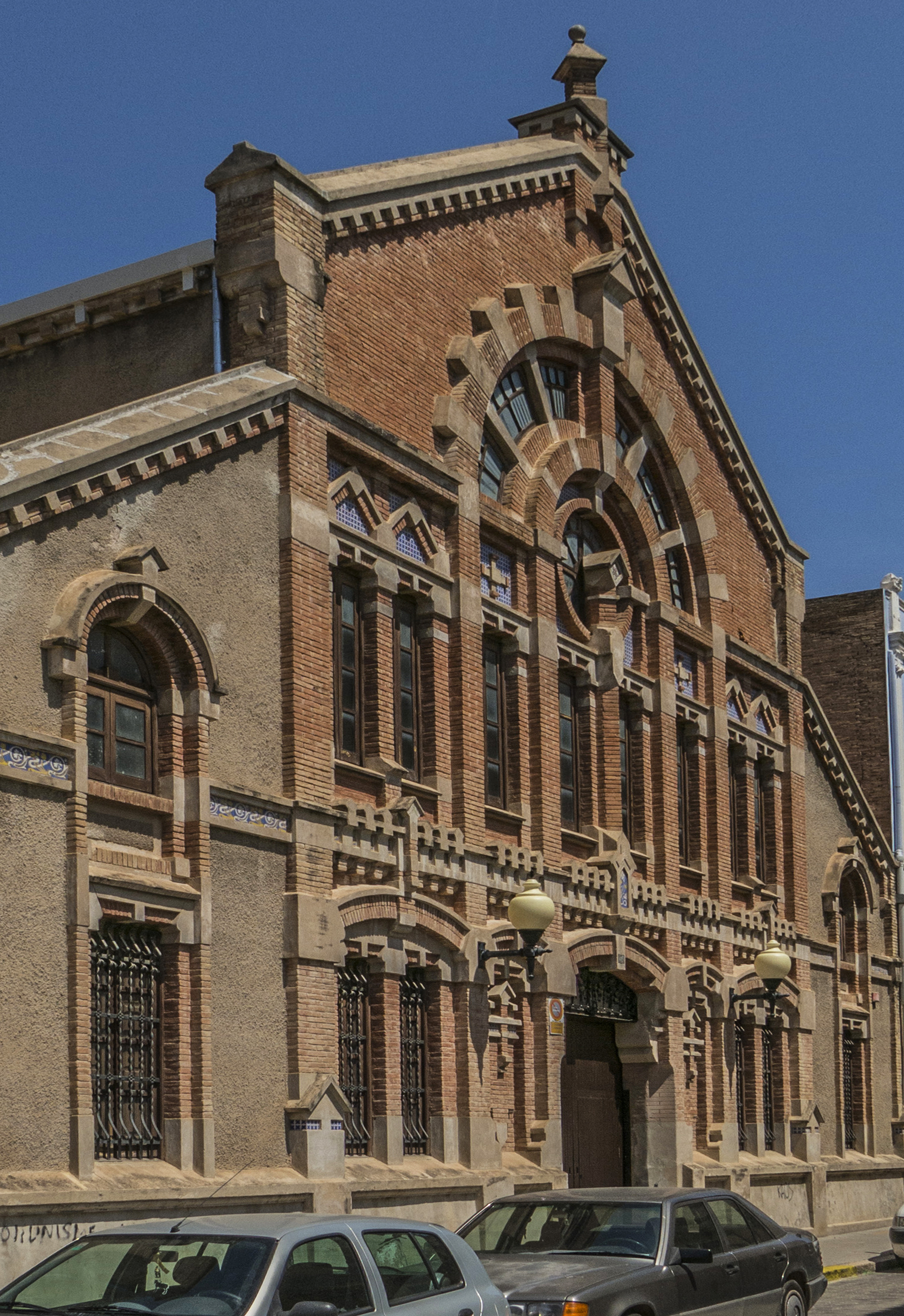
Magatzem de Ribera, obra de Josep Rios Chinesta

Era paleta i fuster, però malgrat la falta de formació acadèmica tenia gran interès per l'arquitectura i un gran afany per documentar-se. Va ser autodidacta, i estava atent a les novetats arquitectòniques que venien d'Europa i que va incorporar als seus edificis, disposant a la seua biblioteca de nombrosos manuals i textos alemanys i italians sobre arquitectura.
Va projectar el magatzem de taronges de Josep Ribera, obra de referència a Carcaixent, eclèctica i amb detalls modernistes, inaugurada el 1903, així com la casa de Ribera inaugurada el 1908 (al carrer de la Sang, actual Julià Ribera) i la “Villa San José” (a les muntanyes del Realenc) propietat del comerciant de taronges Josep Ribera i Tarragó, la casa del comerciant de taronges i alcalde de Carcaixent, Carles Gomis i Cuenca, i les cases bessones al núm. 10 i 12 del carrer Santíssim, totes elles grans obres que configuren el paisatge urbà de Carcaixent, tenint una cura especial en els detalls modernistes amb grans acabats com balconades de forja, reixes i portes treballades.